# سوانس
سوانس (انگلیسی: Swans) شرکت تجهیزات ورزشی ژاپنی است، که در سال ۱۹۷۱ تأسیس شد و هم‌اکنون زیرمجموعه‌ای از شرکت یاماموتو کوگاکو می‌باشد.